# San José de Saguaz (paroisse civile)
Pour les articles homonymes, voir San José.
San José de Saguaz est l'une des six divisions territoriales et statistiques dont l'une des cinq paroisses civiles de la municipalité de Sucre dans l'État de Portuguesa au Venezuela. Sa capitale est San José de Saguaz.